# جرمی مورو
جرمی مورو (انگلیسی: Jérémy Moreau؛ زادهٔ ۲۲ ژوئیهٔ ۱۹۸۰) بازیکن فوتبال اهل فرانسه است.
از باشگاه‌هایی که در آن بازی کرده‌است می‌توان به باشگاه فوتبال نیس و باشگاه فوتبال تولوز اشاره کرد.